# Airly
airly（エアリー、生年月日非公表）は、東京都出身のグラビアアイドル、歌手、モデル。
『出動!ミニスカポリス全国版』の第12代目ポリス第二期候補生
のひとり。現在は主に歌手として活動し、日本だけではなく、フランス、イタリア、イギリスを中心に海外でも歌手活動を行う。また、モデルとしても活動している。

## 人物
- 趣味は旅行、エステ、マッサージ、音楽舞台鑑賞、ピアノ、歌、料理[3]。

## 来歴
- 2004年11月から2005年4月までBSジャパン・『出動!ミニスカポリス全国版』の第12代目ポリス第二期候補生として出演。
- 2007年に1stシングルを発売する。元々歌手志望であり、当時所属していた事務所の「グラビアで売れたらCD出そうね」っていう言葉を信じて、グラビアアイドルとしての活動を続けていた[4]。
- デビューから2008年の10月までは「もも子」の名で活動していたが、2008年11月1日の3rdシングル発売を機に「airly」に改名する。

## テレビ出演
- 出動!ミニスカポリス全国版（2004年11月、BSジャパン）
- チャンネル☆ロック!（TBSテレビ）
- デジ屋台（TBSテレビ）
- 北野タレント名鑑（フジテレビ）

## リリース作品

### DVD
もも子名義
- Teen's Beauty (2003年08月31日)
- 撫子 第4章 もも子 (2005年03月18日、実用堂書店)
- デジモのお部屋 Part 2 (2005年06月24日、TBS)
- 萌えメイド娘 もも子 (2005年10月21日、ローランズ・フィルム)
- 絶対領域 モモのメイド もも子 (2006年01月31日)
- もも子 momo缶 (2006年10月25日)
- MOMOKO 〔ももこ〕 PeachH-CUP 90cm  (2007年02月27日)
- 清純美少女図鑑 限定DX (2007年03月16日)
- 連結デカップ Momo&Sakura (2007年07月25日)
- 女子中高生グラビアベストショット集5 (2007年09月28日)

airly名義
- Peach Flavor（2009年1月）
- Concert DVD(2015年)
- Angel's message 〜てんしがおしえてくれたこと〜(2015年12月)

### CD

#### シングル
もも子名義
- がまんしないで(2007年7月22日)
- フワッフ～ フワッフ～(2008年4月9日)

　　2012年、日本のポップカルチャーを専門とするNolifeというフランスのテレビ局でのランキングにおいて4位にランクインし、7週連続20位以内に入った。
airly名義
- Secret Perfume(2008年11月1日)
- Chantez purement(2012年4月30日)
- Petales du coeur(2012年11月3日)
- CANDY SMILE&チョコレートトレイン(2015年4月)※日本版とEURO版の2種類あり。
- Take Your Time(2015年4月)
- The World of love(2015年6月)
- ANNIVERSARY(2016年2月14日)

#### アルバム
airly名義
- Les sentiments d'une princesse(2015年4月)

## その他
- 大井競馬場公式アイドル予想師
- 女子アナ水着ニュース（GyaO）
- 勝ち抜き!アイドル天国!!ヌキ天（GyaO）
- よしもとネットドラマ『ネバーエバー』